# Liste der Naturdenkmale in Dillenburg
Die Liste der Naturdenkmale in Dillenburg nennt die auf dem Gebiet der mittelhessischen Stadt Dillenburg gelegenen Naturdenkmale. Sie sind bei der unteren Naturschutzbehörde des Lahn-Dill-Kreises (Abteil Umwelt, Natur und Wasser) eingetragen.
| Bild                          | Bezeichnung                           | Ortsteil, Lage                             | Beschreibung | Art                     | Nr. |
| ----------------------------- | ------------------------------------- | ------------------------------------------ | --- | ----------------------- | --- |
| mehr Fotos \| Fotos hochladen | Am laufenden Stein Dillenburg         | Dillenburg 50° 44′ 5,7″ N, 8° 17′ 46,9″ O  | Aufschluss der so genannten „Dillenburg-Formation“, die aus vielfältigen submarinen Ablagerungen des Oberdevon besteht. Schutzgrund: Bedeutung für Wissenschaft und Lehre.                                                | Gesteinsprofil          | 129 |
| Fotos hochladen               | Buche an der Batterie Dillenburg      | Dillenburg 50° 44′ 20,8″ N, 8° 17′ 39,1″ O | Etwa 200 Jahre alte, schön gewachsene, auffällige Buche am Batterie-Denkmal. Schutzgrund: Schönheit, landeskundliche Bedeutung                                                                                            | Einzelbaum              | 191 |
| Fotos hochladen               | Dicke Eiche Manderbach                | Manderbach 50° 46′ 1,9″ N, 8° 15′ 14,3″ O  | Höhe 15 m, Umfang 5,20 m. Schutzgrund: Alter, landeskundliche Bedeutung | Einzelbaum              | 170 |
| Fotos hochladen               | Friedenslinde Dillenburg              | Dillenburg 50° 45′ 10″ N, 8° 17′ 36,2″ O   | Im Jahr 1871 in Erinnerung an den Friedensschluss im gleichen Jahr gepflanzt. Höhe 22 m, Umfang 1,80 m. Schutzgrund: Erinnerung an historische Ereignisse.                                                                | Einzelbaum              | 60  |
| Fotos hochladen               | Gemeindesteinbruch Donsbach           | Donsbach 50° 43′ 17,9″ N, 8° 13′ 54,6″ O   | Steinbruchwand und trichterförmig vertiefte obertägige Schürfstelle (Pinge). Geologischer Aufschluss mit stark verfalteten oberdevonischen Plattenkalken, Tuffen und Schiefern. Schutzgrund: Erdgeschichtliche Bedeutung. | Steinbruch              | 122 |
| mehr Fotos \| Fotos hochladen | Griffelsteinbruch Dillenburg          | Dillenburg 50° 45′ 8,3″ N, 8° 17′ 31,5″ O  | Steinbruch aus in zwei Ebenen spaltbarem Tonschiefer, der zu Schiefergriffeln verarbeitet wurde. Schutzgrund: Landeskundliche Bedeutung.                                                                                  | Steinbruch              | 195 |
| Fotos hochladen               | Hartig-Buche Dillenburg               | Dillenburg 50° 44′ 37″ N, 8° 17′ 34,5″ O   | Kräftige, schön gewachsene Buche mit Felsklippe am Hartig-Denkmal zur Erinnerung an einen der Begründer der nachhaltigen Forstwirtschaft. Schutzgrund: Schönheit, landeskundliche Bedeutung.                              | Einzelbaum              | 193 |
| Fotos hochladen               | Kaiserlinde Dillenburg                | Dillenburg 50° 45′ 8,4″ N, 8° 17′ 44,9″ O  | Höhe 26,5 m, Umfang 2,70 m. In Erinnerung an das Dreikaiserjahr 1888 gepflanzt. Schutzgrund: Erinnerung an historische Ereignisse und Personen.                                                                           | Einzelbaum              | 59  |
| Fotos hochladen               | Kastanien bei Hof Feldbach Dillenburg | Dillenburg 50° 43′ 31,5″ N, 8° 17′ 26″ O   | Rosskastanien. Höhe ca. 14 m, Umfang 2,15 bis 2,35 m. Schutzgrund: Schönheit | Baumgruppe              | 61  |
| Fotos hochladen               | Linde auf dem Hübschbeul Nanzenbach   | Nanzenbach 50° 46′ 29,3″ N, 8° 20′ 8,9″ O  | Sommerlinde in exponierter Lage. Höhe 18 m, Umfang 1,95 m. Schutzgrund: Schönheit | Einzelbaum              | 151 |
| Fotos hochladen               | Schafseiche Manderbach                | Manderbach 50° 45′ 37,3″ N, 8° 16′ 38,2″ O | Huteeiche auf ehemaliger Schafweide. Relikt einer ehemals bedeutsamen bäuerlichen Bewirtschaftungsform. Höhe 20 m, Umfang 6,35 m. Schutzgrund: landeskundliche Bedeutung.                                                 | Einzelbaum              | 74  |
| mehr Fotos \| Fotos hochladen | Schneitelbaumbestand Nanzenbach       | Nanzenbach 50° 46′ 33,7″ N, 8° 20′ 3,6″ O  | Einziger Bestand, der heute noch regelmäßig geschneitelt wird. Zeugnisse historischer bäuerlicher Landnutzung. Früher diente das Laub als Einstreu oder Viehfutter. Schutzgrund: Eigenart, landeskundliche Bedeutung.     | Baumbestand             | 194 |
| Fotos hochladen               | Steinbruch im Scheldetal Eibach       | Eibach 50° 44′ 57,1″ N, 8° 21′ 2,5″ O      | Ehemaliger Steinbruch der Grube „Beilstein“. Außergewöhnliches Vorkommen von Pillow-Diabas in Form einer brekziösen Masse. Schutzgrund: Erdgeschichtliche Bedeutung.                                                      | Geologischer Aufschluss | 130 |
| Fotos hochladen               | Wacholderbestand Donsbach             | Donsbach 50° 43′ 23,3″ N, 8° 12′ 48,7″ O   | Relikt historischer Landnutzung durch Schafsbeweidung. Schutzgrund: Erdgeschichtliche Bedeutung. | Wacholderbestand        | 140 |
| Fotos hochladen               | Wilhelmslinde Dillenburg              | Dillenburg 50° 44′ 12,9″ N, 8° 17′ 8,7″ O  | Winterlinde. Höhe 12 m, Umfang 2,15 m. Ableger der Linde, unter der Wilhelm von Oranien 1568 die niederländischen Gesandten empfing. Schutzgrund: kulturgeschichtliche Bedeutung                                          | Einzelbaum              | 40  |